# Руководители Саратова и Саратовской области

## Воеводы[1]
Первые воеводы
- Засекин, Григорий Осипович (1590—1591)
- Волынской, Иван Григорьевич (1597—1600)
- Елизаров, Григорий Фёдорович (1600—1602)
- Сабуров, Замятня Иванович (1608—?)

Воеводы левобережного Саратова (1617—1674)
- Чорново́-Оболенский, Фёдор Иванович (1617)
- Чорново-Оболенский, Фёдор Тимофеевич (1618—1620)
- Мышецкий, Ефим Фёдорович (июль 1620—1622)
- Шушерин, Константин Никитич (1622)
- Чемоданов, Фёдор Иванович (1623—1626)
- Орлов, Григорий Никитич (1626—1630, 1639—1640)
- Чемесов, Степан Васильевич (апрель 1630—1632, 1633—1635)
- Наумов, Андрей Фёдорович (1632)
- Феофилатьев, Григорий Иванович (1635—1637)
- Шаховский, Иван большой Фёдорович (авг. 1637—1638)
- Болтин, Аверкий Фёдорович (февр. 1644—1647)
- Тургенев, Иван меньшой Юрьевич (1648)
- Барятянский, Фёдор Никитич (1649—1650)
- Феофилатьев, Василий Григорьевич (1650—1651)
- Чириков, Алексей Пантелеевич (1652—1654)
- Нелединский, Василий Васильевич (1655—1657)
- Головин (Головнин), Никита Иванович (янв. 1657—1658)
- Хитрово, Даниил Варфоломеевич (1659-март 1660)
- Косагов, Иван Иванович (6 марта 1660-17 марта 1662)
- Леонтьев, Фёдор Иванович (1662—1664)
- князь Алексей Путятин (1664—1666)
- князь Иван Барятинский (1666—1668)
- Самарин, Иван Васильевич (1668—1670)
- Лутохин, Кузьма Иванович (1670, казнён 15 августа Стенькой Разиным)

1674—1702
- Глебов, Михаил Иванович (17 марта 1674—1676)
- Ознобишин, Михаил Фёдорович (1677—1680)
- Исупов, Гавриила Семёнович (1680—1681)
- Нармацкий, Иван (1681)
- Козлов, Иван Петрович (1681—1683)
- Козловский, Фёдор Матвеевич (1683—1685)
- Вешняков, Матвей Михайлович (1685)
- Кологривов, Максим Никифорович (1686—1688)
- Наумов, Даниил Тимофеевич (1689)
- Нестеров, Никита Семёнович (1691—1692)
- Усов, Андрей Лаврентьевич (1693—1694)
- Ляпунов, Андрей Григорьевич (1695—1696)
- Ляпунов, Фёдор Григорьевич (1696—1698)
- Новосильцев, Алексей Яковлевич (1698—1702)

- Змиёв, Фёдор (1705?)
- Беклемишев, Никифор Пахомович (1707—1713?)

Коменданты и воеводы 1717—1781
- Бахметьев, Дмитрий Ефимович (комендант с 14 января 1717)
- Беклемишев, Василий Пахомович (комендант 1722—1727, 1737—1744)
- Несветаев, Илья (1736—1737, воевода)
- Дурасов, Степан (с 1745)
- Казаринов, Иван Алексеевич (с октября 1752)
- Квашнин-Самарин, Афанасий (с июля 1757)
- Баратаев, Мельхисидек (достоверно 1760—1764, вероятно до 1766)
- Строев, Никита Андреевич (1766—1773)
- Бошняк, Иван Константинович (декабрь 1773—1781 с перерывами)
- Беляев, Михаил Михайлович (назначен 31 декабря 1774)
- Нестеров, Афанасий Семёнович (назначен 23 апреля 1776)

## Саратовские генерал-губернаторы
- Потемкин, Григорий Александрович (1781—1783)
- Потемкин, Павел Сергеевич (1784—1787)
- Чертков, Василий Алексеевич (1788—1794)

## Саратовские наместники
- Поливанов, Иван Игнатьевич (1781—1787)
- Нефедьев, Илья Гаврилович (1786—1795)
- Ланской, Василий Сергеевич (1796)

## Саратовские губернаторы
- Ланской, Василий Сергеевич (1796—1802)
- Беляков, Петр Ульянович (1802—1808)
- Панчулидзев, Алексей Давыдович (1808—1826)
- Голицын, Александр Борисович (1826—1830)
- Рославец, Виктор Яковлевич (1830—1831)
- Переверзев, Федор Лукич (1831—1835)
- Степанов, Александр Петрович (1835—1837)
- Бибиков, Илларион Михайлович (1837—1839)
- Власов, Дмитрий Яковлевич (1839—1841)
- Фадеев, Андрей Михайлович (1841—1846)
- Кожевников, Матвей Львович (1846—1854)
- Игнатьев, Алексей Дмитриевич (1854—1861)
- Барановский, Егор Иванович (1861—1862)
- Муравьев, Николай Михайлович (1862—1863)
- Щербатов, Владимир Алексеевич (1863—1869)
- Гагарин, Сергей Павлович (1869—1870)
- Галкин-Враский, Михаил Николаевич (1870—1879)
- Тимирязев, Федор Иванович (1879—1881)
- Зубов, Алексей Алексеевич (1881—1887)
- Косич, Андрей Иванович (1887—1891)

- Мещерский, Борис Борисович (1891—1901)
- Энгельгардт, Александр Платонович (1901—1903)
- Столыпин, Петр Аркадьевич (1903—1906)
- Татищев, Сергей Сергеевич (1906—1910)
- Стремоухов, Пётр Петрович (1911—1913)
- Ширинский-Шихматов, Андрей Александрович (1913—1915)
- Тверской, Сергей Дмитриевич (1915—1917)

- Белых, Юрий Васильевич (1991—1996)
- Аяцков, Дмитрий Фёдорович (1996—2005)
- Ипатов, Павел Леонидович (2005—2012)
- Радаев, Валерий Васильевич (2012—2022)
- Бусаргин Роман Викторович (с 2022)

## Партийно-хозяйственные начальники 1917—1991
Председатели Саратовского губисполкома (1919—1927)
- Радус-Зенькович, Виктор Александрович (1919)
- Иванов, Фёдор Трофимович (1920—1921)
- Плаксин, Кирилл Иванович (1921)
- Ерасов, Иван Петрович (1921—1927)

Первые секретари Саратовского обкома КПСС
- Варейкис, Иосиф Михайлович (1926—1928)
- Чугунов, Терентий Кузьмич (май-октябрь 1928)
- Шеболдаев, Борис Петрович (1928—1930)
- Птуха, Владимир Васильевич (1930—1934)
- Штейнгарт, Александр Матвеевич (январь-февраль 1934)
- Криницкий, Александр Иванович (1934—1937)
- Власов, Иван Алексеевич (1938—1942)
- Комаров, Павел Тимофеевич (1942—1948)
- Борков, Геннадий Андреевич (1948—1955)
- Денисов, Георгий Апполинарьевич (1955—1959)
- Шибаев, Алексей Иванович (1959—1976)
- Гусев, Владимир Кузьмич (1976—1985)
- Хомяков, Александр Александрович (1985—1989)
- Муренин, Константин Платонович (1989—1991)

## Руководители города до 1991
- Кочетков Юрий Петрович (1974—1984)
- Головачёв Владимир Георгиевич (1984—1991)

## Руководители города после 1991 года
- Волков Николай Федорович (1991—1992) председатель горисполкома
- Китов Юрий Борисович (1992—1994)
- Маликов Александр Николаевич (1994—1996)
- Аксёненко Юрий Николаевич (1996—2006)[2]
- Грищенко Олег Васильевич (2006—2016)
- Сараев Валерий Николаевич (2016—2017)
- Исаев Михаил Александрович (2017—2022)
- Мокроусова Лада Михайловна (с 2022)